# Stegastes redemptus
Stegastes redemptus és una espècie de peix de la família dels pomacèntrids i de l'ordre dels perciformes.

## Morfologia
Els mascles poden assolir els 12 cm de longitud total.

## Distribució geogràfica
Es troba a les Illes Revillagigedo i a Cabo San Lucas (Mèxic).